# Pierre Larrouturou
Pierre Larrouturou (Périgueux, 19 ottobre 1964) è un politico francese ed eurodeputato dal 2019 al 2024.

## Biografia
Quinto di sei figli, ha studiato Ingegneria agraria ad Agro ParisTech. Successivamente ha conseguito il diploma a SciencesPo.

## Carriera politica
Nel 1988 aderisce al Partito Socialista. Guida la lista "Unione per la Settimana di Quattro giorni" alle legislative 1997 e alle europee 1999, non superando in entrambi i casi l'1,5%. Ha combattuto per anni contro lo scarso spazio concesso dai media alle piccole liste.
Nel novembre 2009 abbandona il Partito Socialista per aderire a Europa Ecologia I Verdi. Capolista alle regionali 2010 nella Hauts-de-Seine, è eletto consigliere regionale dell'Île-de-France. Nel dicembre 2011 esce dal partito, contestando l'eccessiva vicinanza alla linea dei socialisti. Nel marzo 2012 è tra i fondatori del Collettivo Roosevelt, un gruppo di intellettuali e personaggi pubblici che propongono misure urgenti da adottare per alleviare gli effetti della Grande recessione e di rilancio di un'Europa democratica.
Il 28 novembre 2013 abbandona per la terza volta il Partito Socialista, fondando un nuovo movimento politico chiamato Nouvelle Donne. Il neonato movimento ottiene il 2,90% alle europee 2014, dove ha scelto di correre in solitaria. Negli anni successivi si dedica alla riunificazione del campo del centro-sinistra, suggellata dall'accordo che vede Nouvelle Donne correre alle europee 2019 insieme a Partito Socialista, Place publique e altri partiti d'area nella lista Envie d'Europe (Voglia d'Europa). Lo schieramento ottiene il 6,19% e Larrouturou è eletto europarlamentare.

## Opere
- Svegliatevi : perché l'austerità non può essere la risposta alla crisi : 15 soluzioni da applicare con urgenza, Milano, traduzione di Giovanni Zucca, Piemme Ora, 2012, 119 p. ,ISBN 97-88-85663015-2